# Équipe (sport)
Pour l’article homonyme, voir Équipe (entreprise).

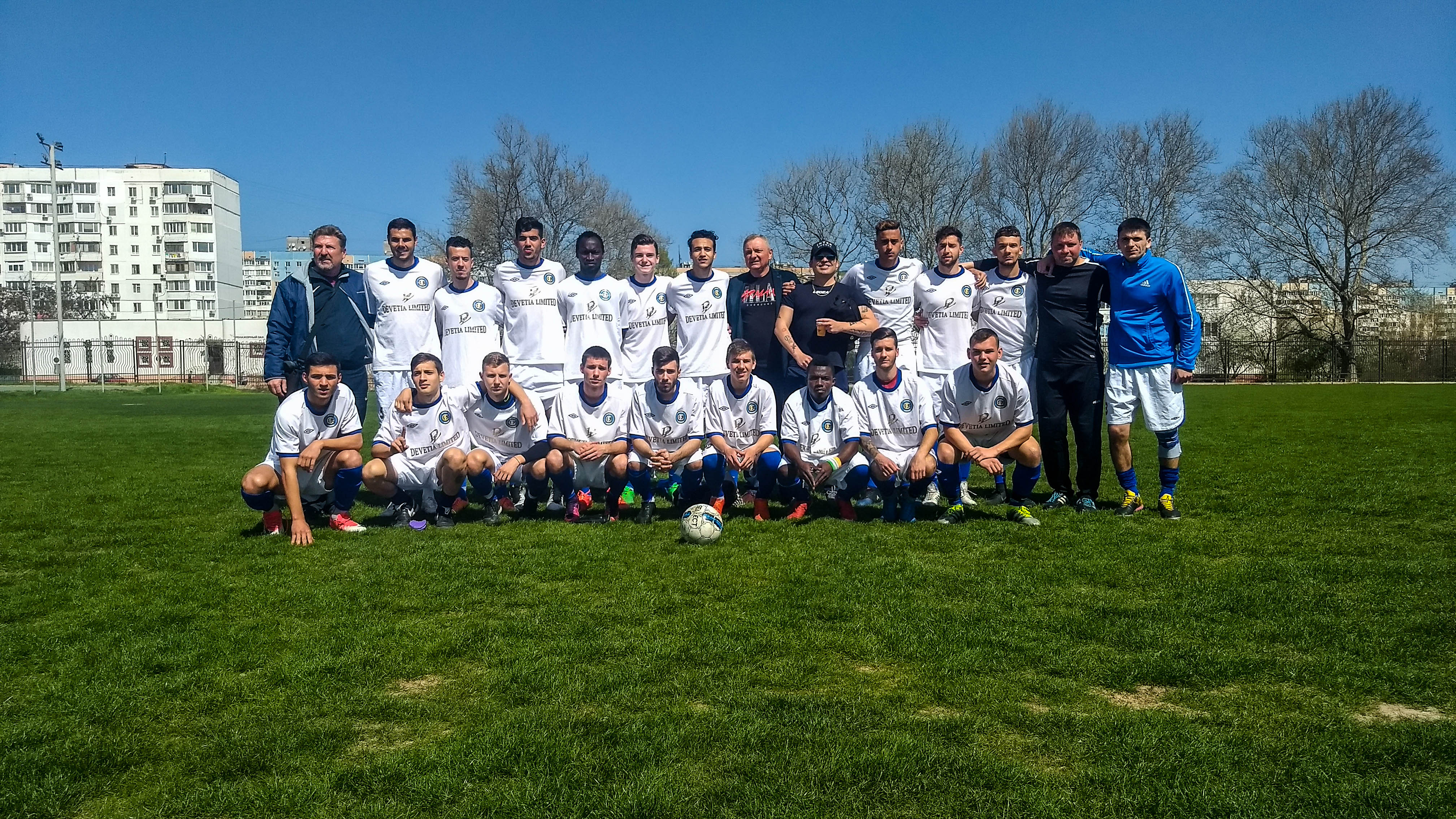
Une équipe de football.

Une équipe est l'ensemble des joueurs qui s'opposent dans une compétition ou un match aux joueurs du camp adverse.

## Taille
La taille des équipes peut varier selon les sports, par exemple au football la taille des équipes est de 11 joueurs, au rugby les équipes sont généralement composée de 15 joueurs et au basket elles sont le plus souvent composée de 5 joueurs.